# Oecetis jayadeva
Oecetis jayadeva is een schietmot uit de familie Leptoceridae. De soort komt voor in het Oriëntaals gebied.